# مراد كندي
مراد كندي هي قرية في مقاطعة أرومية، إيران. يقدر عدد سكانها بـ 53 نسمة بحسب إحصاء 2016.